# Petserimaa
Petserimaa (Estisch: Petseri maakond) (rechtsonder op de kaart van Estland uit 1925 in de infobox) was een provincie van Estland, die heeft bestaan tussen 1920 en 1944. Op 23 augustus 1944 besloot de Opperste Sovjet van de Sovjet-Unie, die Estland toen bezet hield, het grootste deel van de provincie over te hevelen naar de Russische Socialistische Federatieve Sovjetrepubliek. Sinds 16 januari 1945 valt dat deel van de vroegere provincie onder het district Petsjory van de oblast Pskov. Petseri, nu Petsjory in Rusland, was de hoofdstad van de provincie.

## Geschiedenis
Onder Petserimaa viel Setumaa, het gebied waar de taal Seto werd gesproken, een variant van het Zuidestisch. De Seto hadden echter niet de meerderheid in Petserimaa en evenmin in het oejezd Pskov, onderdeel van het gouvernement Pskov, waar Petserimaa voor 1920 onder viel. In tegenstelling tot de Esten, die in meerderheid luthers waren, zijn de meeste Seto oosters-orthodox. Bij Petseri staat sinds de 15e eeuw een klooster, dat zowel voor de Seto als de Russen in de streek een belangrijk religieus centrum is.
Op 29 maart 1919, tijdens de Estische Onafhankelijkheidsoorlog, werd de stad Petseri door Estische troepen veroverd. In 1920 sloten Estland en de Sovjet-Unie het Verdrag van Tartu. Een gevolg van het verdrag was dat Petseri en het omringende gebied bij Estland werden ingelijfd. Daaruit kwam de provincie Petserimaa voort.
Een gevolg van de aansluiting bij Estland was dat Esten zich in Petserimaa gingen vestigen. Omgekeerd verhuisden ook Seto en in mindere mate Russen naar andere provincies, vooral het aangrenzende Võrumaa. In 1926 kreeg Petseri een lutherse kerk, de kerk van Sint-Pieter.

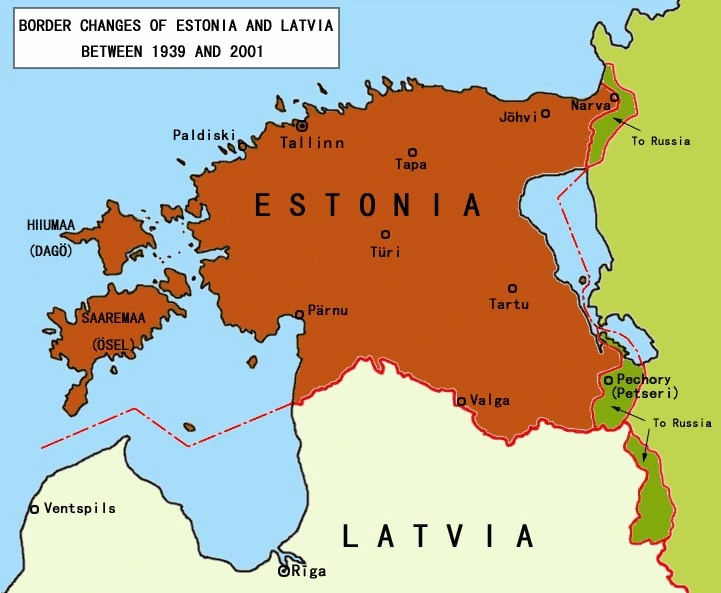
Donkergroen: de gebieden die Estland en Letland in 1944 aan Rusland moesten afstaan

Tijdens de Tweede Wereldoorlog was Petserimaa van augustus 1941 tot in augustus 1944 door de Duitsers bezet. Op 11 augustus 1944 veroverde het Rode Leger de provincie op de Duitsers. Op 23 augustus 1944 besloot de Opperste Sovjet van de Sovjet-Unie een nieuw oblast Pskov af te splitsen van de oblast Leningrad en bovendien het grootste deel (ongeveer driekwart) van de provincie Petserimaa over te hevelen van de Estische Socialistische Sovjetrepubliek naar de nieuwe oblast. Het deel dat werd afgepakt werd het district Petsjory (Russisch: Печорский район). Tegelijk besloot de Opperste Sovjet ook het gebied rond Pytalovo (Lets: Abrene) over te dragen van de Letse Socialistische Sovjetrepubliek naar de nieuwe oblast. Op 16 januari 1945 vond de overdracht plaats.
Het deel van de provincie dat Estland mocht houden werd bij de provincie Võrumaa gevoegd. Dat werden de gemeenten Meremäe, Mikitamäe en Värska. Een klein deel van Petserimaa was al in 1922 naar de gemeente Misso in de provincie Võrumaa verhuisd. Mikitamäe en Värska verhuisden in 1961 naar het rajon Põlva, dat in 1990 werd omgezet in de provincie Põlvamaa. In 2017 werden de gemeenten Meremäe, Mikitamäe en Värska met een deel van Misso samengevoegd tot een nieuwe gemeente Setomaa in de provincie Võrumaa.
Behalve het grootste deel van Petserimaa raakte Estland in januari 1945 ook de rechteroever van de rivier Narva kwijt aan Sovjet-Rusland. In totaal ging het om ca. 5% van het grondgebied van het land.
Al sinds het herstel van Estland als onafhankelijke staat in 1991 onderhandelen Estland en Rusland over een grensverdrag dat de grenzen tussen de landen definitief vast moet leggen en het grensverkeer moet regelen. Het belangrijkste probleem bij die onderhandelingen was steeds de geldigheid van het Verdrag van Tartu en als bijkomend probleem de vraag of de aansluiting van Estland bij de Sovjet-Unie in 1940 al dan niet vrijwillig was geweest. In 1995 liet Estland de eis van teruggave van het district Petsjory vallen. In 1999 en 2005 waren de landen dicht bij een oplossing, maar een grensverdrag dat door beide landen is geratificeerd is er nog steeds niet.

## Bevolking
De meerderheid van de inwoners van de provincie was etnisch Russisch. 44,7% van de Russischtalige Esten woonde in Petserimaa. Bij de volkstelling van 1922 maakten Russen 63,8% van de bevolking uit. Esten vormden 31,9% van de bevolking. De Seto waren daarbij inbegrepen. 24,8% van de bevolking sprak Seto. In de stad Petseri spraken echter meer mensen Estisch dan Seto.
Bij de volkstelling van 1934 was het belangrijkste verschil met 1922 dat in de stad Petseri nu een meerderheid van de bevolking Estisch of Seto sprak (54,8% tegenover 33,8% in 1922). De volgende tabel geeft de aantallen Esten, Seto en Russen per gemeente.
| Gemeente       | Inwoners | % Estisch + Seto | % Seto | % Russisch |
| -------------- | -------- | ---------------- | ------ | ---------- |
| Irboska        | 8671     | 2,2              | 0,1    | 96,5       |
| Järvesuu       | 3580     | 75,8             | 60,3   | 24,1       |
| Kulje          | 4972     | 1,6              | 0,2    | 98,4       |
| Laura          | 3602     | 6,3              | 0,03   | 78,9       |
| Mäe            | 3106     | 88,0             | 73,0   | 11,9       |
| Meremäe        | 5456     | 85,9             | 51,4   | 13,2       |
| Petseri        | 7042     | 28,2             | 19,1   | 71,0       |
| Rootova        | 4824     | 6,4              | 1,3    | 79,6       |
| Saatse         | 3444     | 63,2             | 57,8   | 36,4       |
| Senno          | 8860     | 2,9              | 0,2    | 96,4       |
| Vilo           | 6881     | 61,2             | 38,5   | 38,2       |
| Petseri (stad) | 4274     | 54,8             | 2,8    | 40,8       |
| Petserimaa     | 64.712   | 33,8             | 20,8   | 63,5       |

De derde groep na de 63,5% Russen en 33,8% Esten waren de Letten met 2,3% van de bevolking.
In zes van de elf gemeenten waren de Russen in de meerderheid, in vier van de elf gemeenten de Seto. In de elfde gemeente, Vilo, hadden Esten en Seto samen de meerderheid. In overeenstemming met de samenstelling van de bevolking waren in 1922 van de 100 scholen in de provincie 58  Russischtalig, 39 Estischtalig en 3 Letstalig.
Het overgrote deel van de bevolking, 90,4%, was werkzaam in de landbouwsector. In heel Estland was dat 58,8%.
Naar schatting leven in het District Petsjory nog zo'n 300 Esten en 200 à 300 Seto. In Estland leven ongeveer 13.000 Seto. De gemeente Setomaa is speciaal voor de sprekers van Seto opgezet.

## Gemeenten

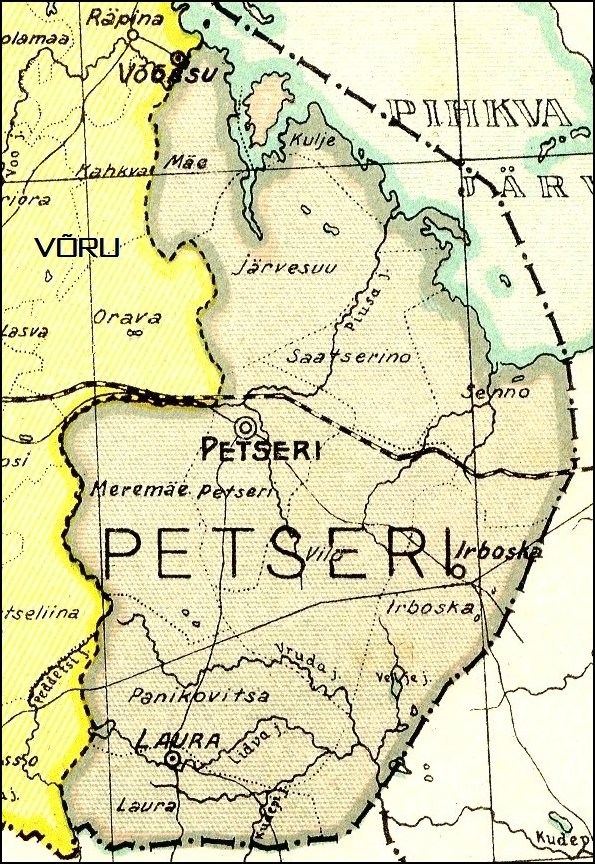
Gemeenten in de provincie Petserimaa

Petserimaa had elf gemeenten plus de stadsgemeente Petseri. Het volgende overzicht sluit aan op de namen op het kaartje, dat uit 1925 dateert.

### Irboska
De gemeente Irboska (Estisch: Irboska vald) lag rond de plaats Irboska (Russisch: Изборск, Izborsk), die in de Estische tijd de status van vlek (Estisch: alevik) had. Op 1 april 1939 werd de gemeente omgedoopt in Linnuse (vald). De gemeente ging in 1945 in haar geheel naar Rusland.

### Järvesuu
De hoofdplaats van de gemeente Järvesuu was Värska, dat in 1937 de status van vlek (Estisch: alevik) kreeg. Tot in 1922 heette de gemeente Lobotka naar het dorp Lobotka. De gemeente ging in 1945 naar Estland, behalve het noordoostelijke deel, dat naar Rusland ging. Op 8 juni 1949 werd de gemeente Saatse bij Järvesuu gevoegd en in 1950 werd de gemeente herdoopt in Värska.

### Kulje
De gemeente Kulje (Estisch: Kulje vald) lag in het noordoosten van de provincie. Het eiland Kolpina (Russisch: Колпина, Estisch: Kulkna) in het Meer van Pskov hoorde bij de gemeente. De hoofdplaats was Kulje (Russisch: Кулье). In 1939 werd de gemeente omgedoopt in Kalda (vald). De gemeente ging in 1945 in haar geheel naar Rusland.

### Laura
De gemeente Laura (Estisch: Laura vald) was de meest zuidelijke gemeente van de provincie. De hoofdplaats was Laura, het tegenwoordige Lavry (Russisch: Лавры), dat in de Estische tijd de status van vlek (Estisch: alevik) had. In 1939 werd de gemeente omgedoopt in Lõuna (vald). De gemeente ging in 1945 in haar geheel naar Rusland.

### Mäe
Mäe of Mikitamäe (Estisch: Mäe vald of Mikitamäe vald) werd in 1922 afgesplitst van de gemeente Lobotka. De hoofdplaats was Mikitamäe. De gemeente ging in 1945 naar Estland onder de naam Mikitamäe.

### Meremäe
De gemeente Meremäe (Estisch: Meremäe vald) heette tot in 1923 Obinitsa, naar het dorp Obinitsa. De hoofdplaats van Meremäe was het dorp Meremäe. In 1945 bleef de gemeente bij Estland.

### Petseri
Petseri vald was een ‘ringgemeente’ (rõngasvald), een gemeente rondom een plaats die als bestuurscentrum fungeert, maar er zelf niet bijhoort, in dit geval de stad Petseri. De gemeente ging in 1945 naar Rusland, maar een paar dorpen ten noorden van de rivier Piusa mochten bij Estland blijven en gingen naar Järvesuu.

### Panikovitsa
Gebruikelijker was de naam Pankjavitsa (Estisch: Pankjavitsa vald). De gemeente was vernoemd naar het dorp Pankjavitsa, dat in het Russisch Panikovitsji (Паниковичи) heet. In 1922 gingen een paar dorpen over naar de gemeente Misso in de provincie Võrumaa. In 1923 werd de gemeente hernoemd in Rootova (vald) en in 1939 in Roodva (vald). De hoofdplaats was Roodva (Russisch: Ротово, Rotovo). De gemeente ging in 1945 naar Rusland.

### Saatserino
Gebruikelijker was de naam Satserinna (Estisch: Satserinna vald). In 1939 werd de gemeente omgedoopt in Saatse (vald). De hoofdplaats was Saatse (Seto: Satserina, Russisch: Зачеренье, ‘Zatsjerenje’, of ook wel Горки, ‘Gorki’). In 1945 werd de gemeente gesplitst. Het westelijk deel ging naar Estland, het oostelijk deel naar Rusland. Het Estische deel werd 8 juni 1949 bij Järvesuu gevoegd; het Russische deel ging, uitgebreid met een deel van Järvesuu, verder als gemeente Kroepp met als hoofdplaats Kroepp (Крупп).

### Senno
Senno (Estisch: Senno vald) was de meest oostelijke gemeente in de provincie. De hoofdplaats was Senno (Russisch: Сенно), maar het gemeentehuis stond in het nabijgelegen Novyj Izborsk (Estisch: Uus-Irboska, Russisch: Новый Изборск, ‘Nieuw-Izborsk’). De gemeente ging in 1945 in haar geheel naar Rusland.

### Vilo
Vilo (Estisch: Vilo vald) lag centraal in de provincie. De gemeente werd in 1922 gevormd uit delen van de gemeenten Pankjavitsa en Petseri vald. De hoofdplaats was Vilo (Russisch: Заболотье, ‘Zabolotje’). De gemeente ging in 1945 in haar geheel naar Rusland, hoewel de Russen er in de minderheid waren.

## Foto's

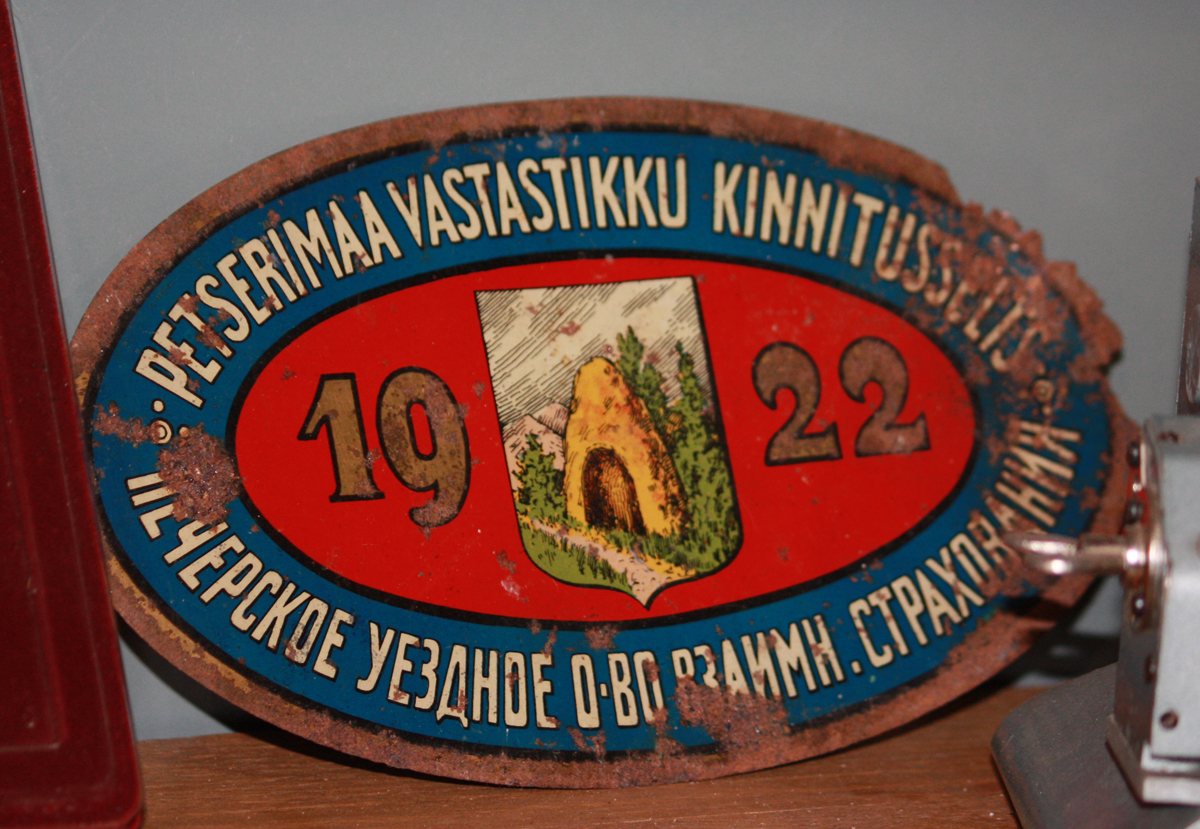
Naambord van de Onderlinge Verzekerings-maatschappij van Petserimaa
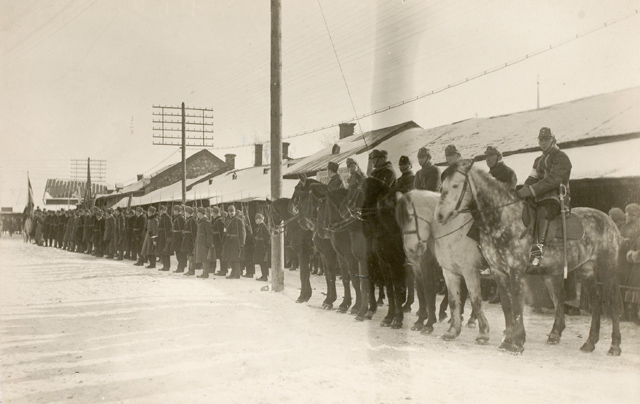
Parade van de Kaitseliit in Petseri, rond 1930
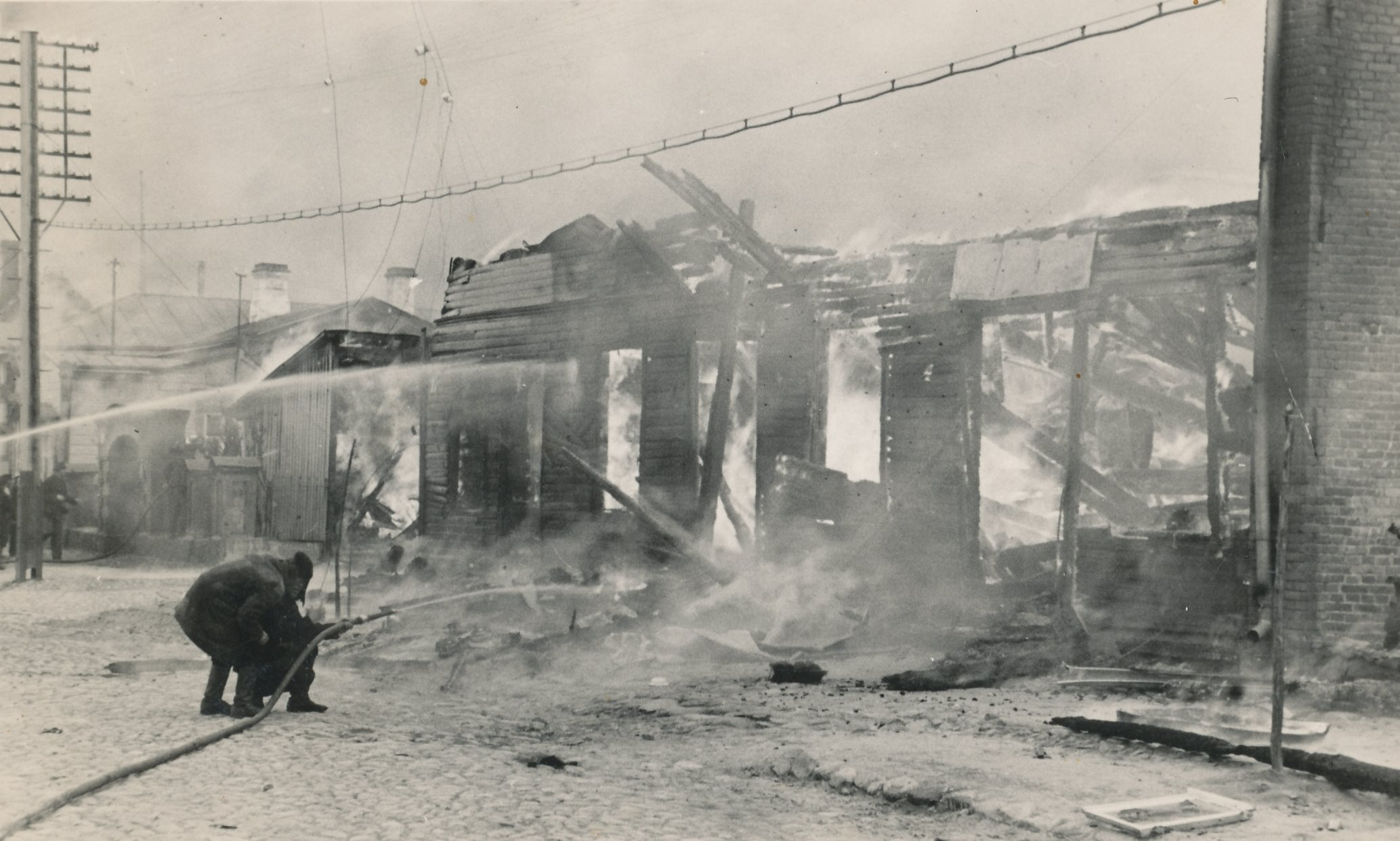
Een brand in Petseri anno 1939
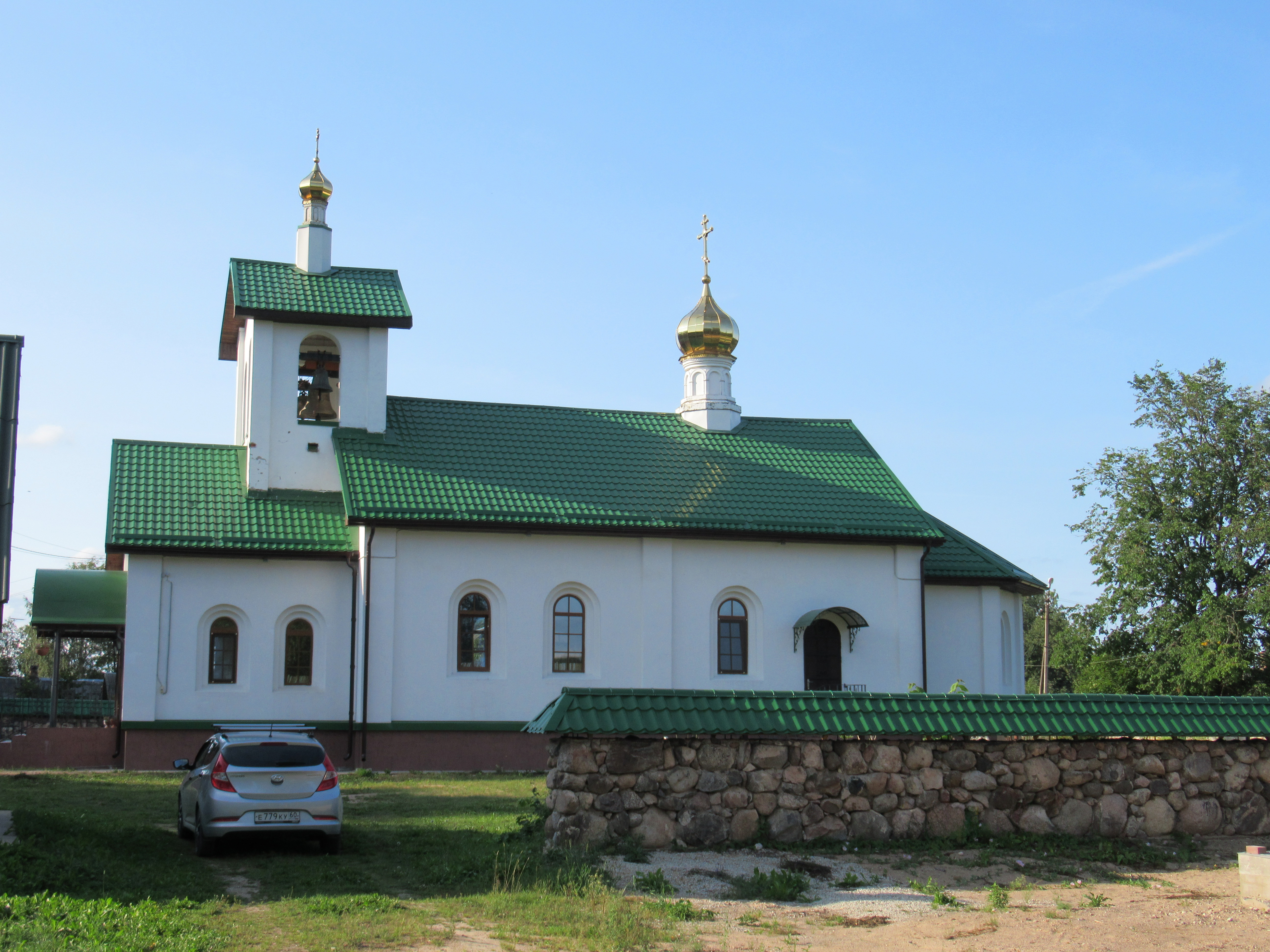
De kerk van Pankjavitsa (Panikovitsji)
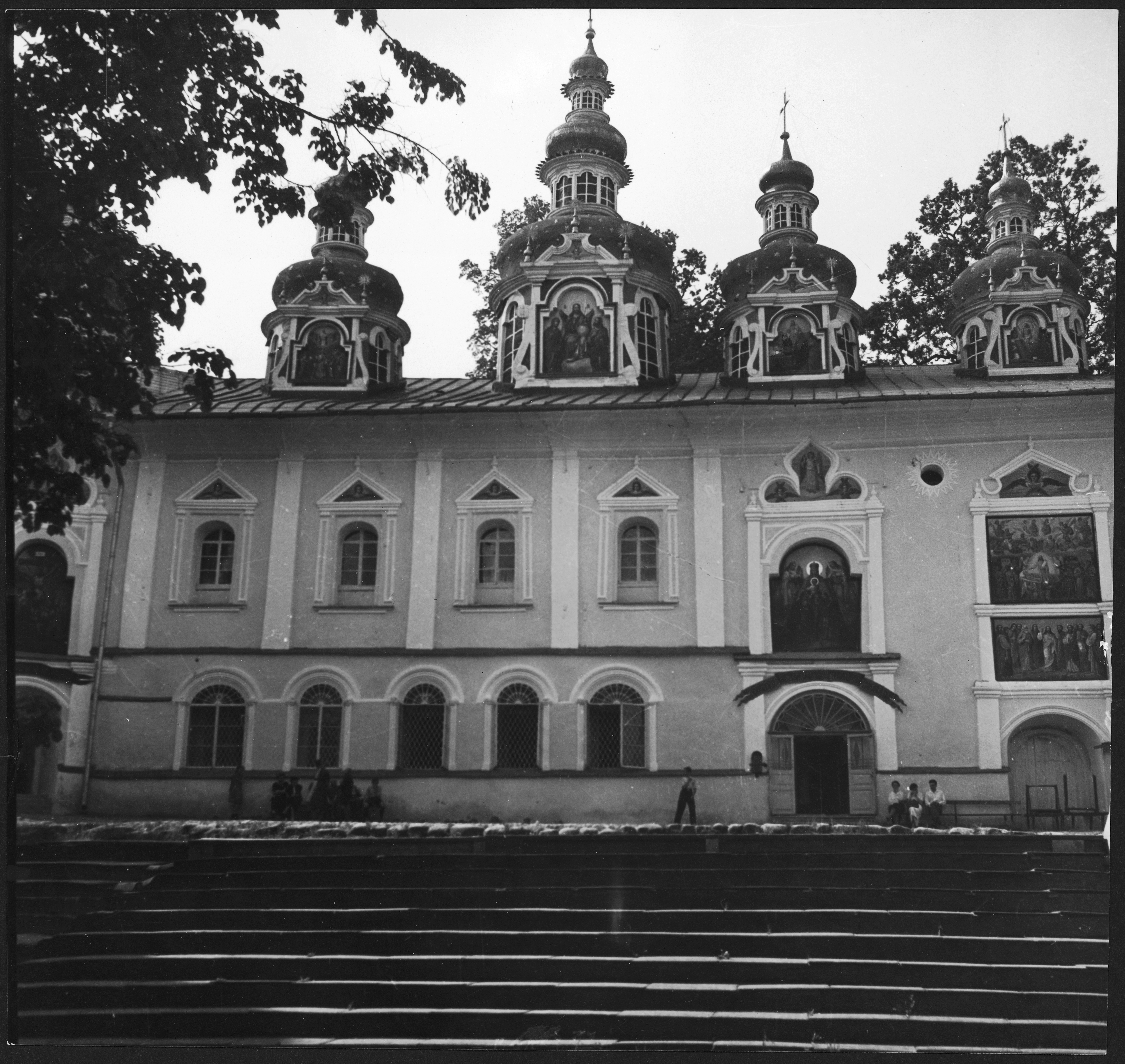
Het klooster van Petseri in 1937
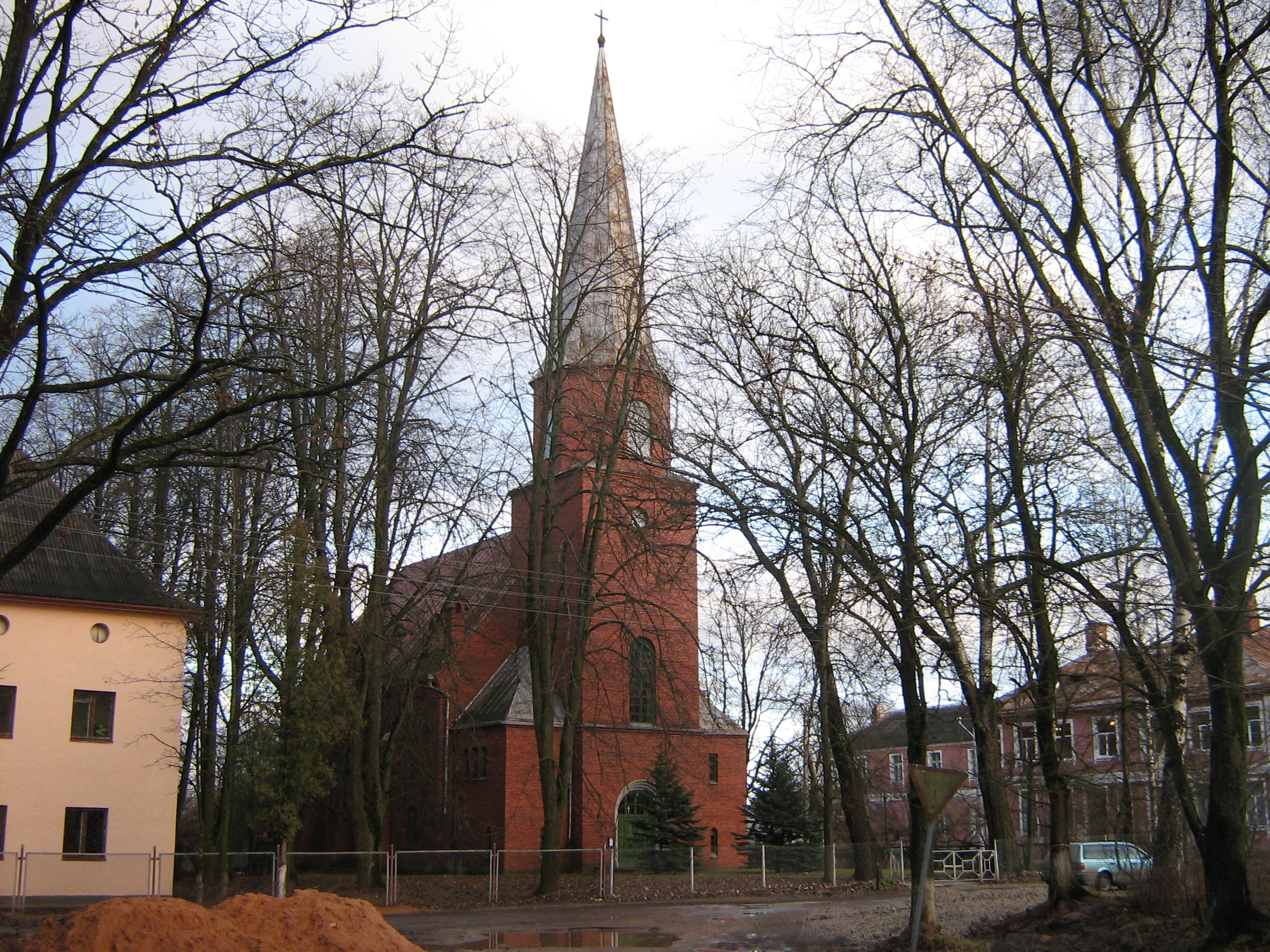
De lutherse kerk van Sint-Pieter in Petsjory